# Lycaena evansii
Lycaena evansii är en fjärilsart som beskrevs av De Nicéville 1902. Lycaena evansii ingår i släktet Lycaena och familjen juvelvingar. Inga underarter finns listade i Catalogue of Life.